# Јустас (Тексас)
Јустас (енгл. Eustace) град је у америчкој савезној држави Тексас. По попису становништва из 2010. у њему је живело 991 становника.

## Демографија
Према попису становништва из 2010. у граду је живело 991 становника, што је 193 (24,2%) становника више него 2000. године.
| Група             | 2000.       | 2010.       |
| Белци             | 752 (94,2%) | 910 (91,8%) |
| Афроамериканци    | 0 (0,0%)    | 10 (1,0%)   |
| Азијати           | 1 (0,1%)    | 0 (0,0%)    |
| Хиспаноамериканци | 43 (5,4%)   | 53 (5,3%)   |
| Укупно            | 798         | 991         |